# Clérice Frères

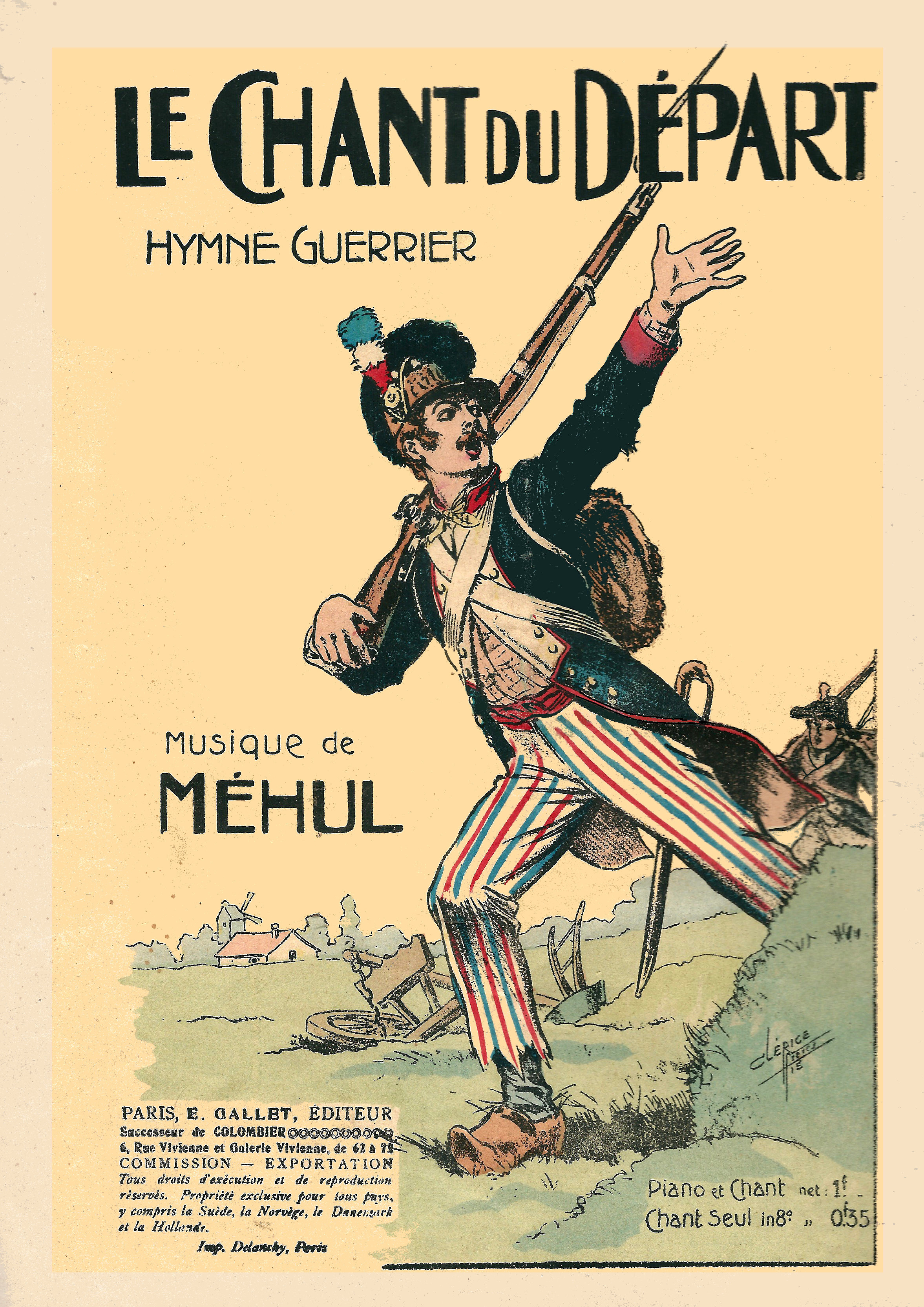

Clérice Frères zijn de illustratoren François Clérice (1882) en Victor Clérice (1880) – zij hebben in Frankrijk gewerkt en produceerden foto's en affiche s voor theater- en likeur bedrijven en omslagen voor bladmuziek voor muziek-uitgeverijen en bijna altijd met plaatjes van prachtige vrouwen.
Hun vader Charles (Carlos) Clérice (van Normandische afkomst) die geboren was in 1860 in Buenos Aires in Argentinië en daar leefde en werkte, kwam in 1882 na de dood van zijn vader samen met zijn vriend en collega illustrator Candido de Faria, en met zijn hele familie naar Frankrijk. In Frankrijk illustreerde hij als lithograaf en illustrator tal van boeken, tijdschriften en strips, en tekende bijna steeds met Ch. Clérice (dikwijls in de koperplaat).
Charles zijn twee zoons, François en Victor en zijn broer Justin Clérice hebben het kunstenaarsatelier (en/of lithografisch bedrijf) onder de naam Clérice Frères opgericht. Charles werd soms geholpen door zijn broer Justin met de productie van affiches. Deze affiches werden ook meestal getekend Clérice Frères. De signatuur van Charles Clérice verscheen regelmatig in de vroege uitgaven van La Semaine de Suzette in de jaren 1910, uitgevoerd met strips van oosterse figuren. Het werk van Charles (Carlos) Clerice was tentoongesteld op de Engraving in Argentina exhibition in Rosario in 1942. In 1879, illustreerde hij de eerste editie van Martin Fierro, het verhaal over een gaucho door de Argentijnse schrijver José Hernadez, gepubliceerd door de Libreria del Plata. Werk van Clérice is te zien in het Museo Histórico Nacional in Buenos Aires (Bron: Dictionary of artists. E. Bénézit (Paris: Gründ, 2006)  Volume 3, p. 1116)
Het is waarschijnlijk, gezien de typische tekenstijl, dat de meeste litho's (affiches, bladmuziek) door één enkele persoon zijn getekend, namelijk Victor Clérice. Victor Clérice (1880) begon al op 16-jarige leeftijd met het maken van illustraties voor het Journal de Voyages. Daarna ging hij verhalen illustreren, maar dat verveelde hem en hij ging toen humoristische tekeningen maken voor de lokale kranten.Er zijn ook strips bekend, getekend door Clérice Frères. De broers publiceerden ook twee boeken van L'Affaire du Courier de Lyon in 1938. Op een site over bladmuziek-omslagen zijn al meer dan 580 afbeeldingen van de broers te bewonderen.
Justin is succesvol geworden als componist. Na zijn studie aan het Conservatorium van Parijs, begon Justin Clérice (16 oktober 1863 – 1908) te componeren voor dans, ballet en theatrale scènes. Na 1900, componeerde hij een groot repertoire van muziek voor solo-instrument - voornamelijk piano - in een toen-in-mode genre genaamd Musique de salon (walsen, Habaneras, romances, marsen, opera comique etc.).  De pianomuziek van Justin Clérice valt op door zijn muzikale kwaliteit.
Deze boeken van Louis Boussenard werden door Charles Clérice geïllustreerd:
- Aventures extraordinaires d'un homme bleu (1891)
- Le Défilé de l'enfer (1891)
- L'Enfer des glaces (1902)
- Les Étrangleurs du Bengale (Sans-le-sou chez les Fakirs)(1898)
- Les Français au Pôle Nord (1892)
- L'Île en feu (Voyages et aventures de Mademoiselle Friquette)(1897)
- Sans-le-sou (1897)
- Les Secrets de M. Synthèse (1888)
- Voyages et aventures de Mademoiselle Friquette (1891)